# Emmanouíl Kónsolas
Emmanouíl Kónsolas (en grec moderne : Εμμανουήλ Κόνσολας), né le 12 février 1964, est un homme politique grec.

## Biographie
Aux élections législatives grecques de janvier 2015, il est élu député au Parlement grec sur la liste de la Nouvelle Démocratie dans la circonscription du Dodécanèse.